# Mario Party 8
Mario Party 8 é um jogo eletrônico desenvolvido pela Hudson Soft e publicado pela Nintendo para o Wii no ano de 2007. É o decimo jogo série Mario Party (contando com os lançados para os consoles portáteis), bem como o primeiro título da série a ser lançado para Wii.
O jogo é o décimo primeiro jogo mais vendido para Wii e se tornando ate aquele momento, o jogo da franquia com a maior quantidade de copias vendidas e sendo o Mario Party de console de mesa mais vendido até aquele momento.
Mario Party 8 recebeu críticas mistas, com os críticos elogiando a inclusão de controles de movimento, mas expressando desaprovação por seus visuais desatualizados e jogabilidade para um jogador. Futuramente, foi relançado sob a coleção Nintendo Selects

## Jogabilidade
Mario Party 8 é apresentado por dois novos personagens originais, MC Ballyhoo e sua cartola falante Big Top. Durante o jogo padrão, quatro personagens diferentes competem em um dos seis tabuleiros temáticos. Ao jogar com menos de quatro pessoas, os jogadores selecionam quais personagens a CPU controlará, bem como seu nível de dificuldade. Os jogadores também podem selecionar entre cinco áreas diferentes para jogar na tela "Play Choices", selecionando a tela Selecionar arquivo no início. Nessa área, o jogador pode escolher entre cinco áreas diferentes para jogar:
- Party Tent: Permite que os personagens batalhem em tabuleiros em três tipos de batalhas: Battle Royale (competição de quatro jogadores; um a quatro jogadores), Tag Battle (dois contra dois; deum a quatro jogadores) ou Duel Battle (um -em um; um a dois jogadores).
- Star Battle Arena: Um jogador enfrenta um oponente em cada tabuleiro onde quando chegar ao último tabuleiro, Bowser pegará a estrela do jogador e ele enfrentará Hammer Bro ou Blooper, em Bowser's Warped Orbit, então, uma vez derrotado o personagem, Bowser devolverá o Star Rod e o jogador enfrentará um minijogo final chamado Superstar Showdown. Caso vence a batalha, o jogador ganha o jogo.
- Minigame Tent: Os jogadores podem jogar vários desafios fora do tabuleiro dos mini games.
- Extra Zone: Contém oito minijogos extras que não aparecem no jogo de tabuleiro. Eles poderiam ser jogados com Miis criados no Mii Channel, além dos personagens da franquia Mario.
- Fun Bazaar: O jogador utiliza seus "Carnival Cards" para desbloquear minijogos e outras surpresas. Nesse local há uma area onde, se você comprar com seus cartões, o jogador poderá ouvir músicas e vozes de personagens. Os resultados dos mini games também podem ser vistos aqui. Para modos gerais de jogo de tabuleiro, os jogadores se revezam (10 a 50 turnos) lançando um bloco de dados e movendo-se pelo tabuleiro de jogo, com o objetivo de obter o máximo de estrelas possível dentro do limite de turno atribuído.

Perto do final do jogo, durante os cinco turnos finais, a jogabilidade é ligeiramente alterada. Isso pode incluir eventos como doces ou moedas concedidos ao jogador em último lugar, bem como moedas adicionais colocadas em cada espaço. Após o término do jogo, as tradicionais três Estrelas Bônus (que podem ser ativadas ou desativadas como opção de jogo) podem ser concedidas aos jogadores por vários feitos durante o jogo. Por fim, o jogador com mais estrelas é declarado vencedor, sendo a quantidade de moedas possuídas utilizada como desempate.
Modos de jogo adicionais permitem aos jogadores competir diretamente em minijogos sem usar os tabuleiros. Vários desses modos unem vários minijogos, com cada minijogo ganho aproximando o jogador vencedor da vitória.

### Tabuleiros e suas características
Embora alguns dos tabuleiros de jogo sejam parecidos com os vistos na franquia Mario Party, com os jogadores tentando chegar a locais onde possam comprar uma estrela por 20 moedas (10 moedas em King Boo's Haunted Hideaway e grátis em Goomba's Booty Boardwalk devido à distância necessária para chegar ao estrela), outros são mais variados.
- DK's Treetop Temple: Os jogadores se movimento atras das estrelas que se posicionam aleatoriamente pelo mapa podendo ser encurtado se cair em espaços DK ou fazer com que a estrela mude de local se cair em espaços Bowser, o custo de cada estrela é de 20 moedas.
- Goomba's Booty Boardwalk: O jogadores se movimentam pelo tabuleiro completamente linear ate chegar no final dele, onde ganham uma estrela e voltam para o começo. A diferença é que o jogador pode cair em casas mais próximas da estrelas se pagar uma taxa que varia da posição em que o jogador esta na partida. Caindo em espaços DK o jogador ganha moedas, pousando em espaços Bowser o jogador perde moedas.
- King Boo's Haunted Hideaway: Os jogadores se movimentam em um tabuleiro baseado em uma mansão com três andares, onde o Rei Boo esta em algum desses andares, encontrando ele, o jogador ganha a estrela pagando 10 moedas, o restante que não encontrou a estrela é jogado em um buraco por um Red Boo ou um Pink Boo e voltam para o começo do tabuleiro. Caindo em espaços DK o jogador é transportado para uma sala vazia com uma estrela livre e o buraco é coberto, pousando em espaços Bowser o jogador perde uma estrela mas cobre o buraco.
- Shy Guy's Perplex Express: Os jogadores jogam um tabuleiro linear baseado em um trem, para conseguirem uma estrela, os jogadores tem que chegar no maquinista do trem e pagar 20 moedas e voltam par ao inicio do trem. Caindo em espaços DK o Donkey kong assume a condução do trem e quem chegar lá no DK ganha uma estrela de graça, pousando em espaços Bowser o Bowser assume a condução do trem e quem chegar lá no Bowser perde uma estrela.
- Koopa's Tycoon Town: Baseado em Monopoly e em Fortune Street, os jogadores jogam num tabuleiro onde nesse tabuleiro, eles investem em hotéis para ganhar estrelas, Caindo em espaços DK o Donkey Kong ajuda o jogador investindo moedas, pousando em espaços Bowser o Bowser rouba moedas de hoteis selecionados.
- Bowser's Warped Orbit: Nesse tabuleiro linear, os jogadores ganham 5 estrelas e só essas, a única forma de conseguir mais estrelas é roubando estrelas de outros jogadores usando as Candy (sendo uma delas exclusivas desse tabuleiro)

Os espaços presentes nos tabuleiros podem fazer com que:
- Os jogadores ganhem ou percam moedas (Espaços Azuis e Vermelho Respectivamente)
- Acionem algum evento que acontece no tabuleiro (Espaços Verdes)
- Ganhem 3 moedas e ajudem o jogador a conseguir uma Estrela (Espaços Amarelos)
- Acionam algum evento de batalha no jogo (Espaços Amarelos)
- Acionam algum duelo (Espaços Amarelos escuros)*

*(exclusivos dos modos Star Battle Arena e Duel Arena)

### Doces
Candy é o novo item introduzido em Mario Party 8 . São quatorze doces ao todo e cada um tem uma habilidade diferente, variando em
- Candy Red: mudam coisas relacionadas aos bloco de dados.
- Candy Green: mudam temporariamente o personagem para executar uma ação especifica
- Candy Yellow: mudam o jogador durante a rolagem do dado.
- Candy Blue: focam em atacar outros jogadores.

### Mini games
Pelo menos uma vez por turno, Mario Party 8 faz com que os jogadores participem de um mini game. Vários mini games contam com os recursos exclusivos do Wii Remote, enquanto outros exigem que os jogadores segurem o controle de lado e usem apenas os botões. Existem mais de 73 minijogos em Mario Party 8, de 8 tipos: 4 jogadores grátis para todos, 1 vs.3, 2 vs. 2, Battle, Duel, Challenger, Extra e Last.

### Personagens jogáveis
Mario Party 8 tem quinze personagens jogáveis: Mario, Luigi, Toad, Princess Daisy, Yoshi, Birdo, Princess Peach, Toadette, Wario, Waluigi, Boo, Dry Bones, Blooper, Hammer Bro e os Mii.
- Blooper e os Hammer Bro são desbloqueados quando o jogador derrota a Star Battle Arena.
- Os Mii só são jogados no modo Extra se tiver criado os Mii no Mii Channel do console, diferentemente de outros jogos, não é possível customizar a cor dos Mii no jogo, o jogo automaticamente muda a cor dos Mii com base na posição que os Mii estão. (Azul para P1, Vermelho para P2, Verde para P3 e Amarelo para P4)[3]

## Desenvolvimento
Assim como os títulos anteriores da serie, Mario Party 8 foi desenvolvido pela Hudson Soft . Foi anunciado em setembro de 2006 em um evento realizado pela Nintendo, onde foi anunciado como um dos vários jogos a serem lançados para o então futuro console da 7 geração, Nintendo Wii . Mais tarde naquele ano, uma demo do jogo foi mostrada com seis exemplos de mini games na feira Nintendo World.

## Recall e Lançamento Adiado
O jogo teve um lançamento marcado por polemicas no Reino Unido. Originalmente programado para lançamento em 22 de junho de 2007, a Nintendo anunciou em 19 de junho de 2007 que a versão britânica foi adiada para 13 de julho de 2007, devido a um "problema de produção". Além disso, após o lançamento em 13 de julho de 2007, o jogo sofreu um Recall de emergência. Em um comunicado à imprensa, a Nintendo deu o motivo da retirada como um erro de montagem, mas alguns varejistas relataram que ele foi supostamente retirado das prateleiras porque algumas cópias incluíam a palavra "spástic" (Espastico ou convulsivo em tradução direta para o português), que é considerada uma calúnia ou um palavrão altamente ofensiva contra pessoas com deficiência só que falada em Inglês Britânico. Apenas um mês antes, a Ubisoft retirou das prateleiras o jogo Mind Quiz para PSP por causa da mesma palavra. O jogo acabou sendo relançado no Reino Unido em 3 de agosto de 2007, com a palavra " erratic " (errático em tradução direta) usada em seu lugar. Um porta-voz da Nintendo disse: “A palavra ofensiva foi substituída no nível do código e o software reproduzido. Estamos confiantes de que tomamos os níveis apropriados e as ações necessárias e que em todas as novas versões do jogo não há problemas – no entanto, não podemos garantir 100 por cento que todas as cópias do lote inicial nos foram devolvidas e, como tal, ainda pode haver um pequeno número de cópias do jogo em circulação. ”A Nintendo também confirmou que não haveria mudança nos preços e os níveis de estoque “permaneceriam inalterados para o relançamento”.

## Recepção
Mario Party 8 recebeu críticas "mistas", tendo media 62 no Metacritic. EuroGamer e IGN também não tiveram reações muito boas ao jogo, IGN de nota 5.2/10 criticando o fato do jogo não ter corrigido nenhum problema presente no antecessor Mario Party 7 e ter trazido um outro problema, os controle (imprecisos) de movimento. A EuroGamer deu nota 4/10 destacando o jogo ter tido um potencial perdido, criticando o fato do jogo não ser Widescreen e ainda acusaram eles (Hudson Soft) de ser "os desenvolvedores mais preguiçosos de todos os tempos)

### Vendas
Após seu lançamento na América do Norte em 29 de maio de 2007, o jogo vendeu 314.000 unidades nos Estados Unidos em três dias, tornando-se o jogo de console doméstico mais vendido no mês de maio e o segundo jogo mais vendido no geral. No final de junho, o jogo vendeu 426.000 unidades, tornando-se o jogo mais vendido do mês, e em 2 de julho, a Nintendo of America anunciou que o jogo havia vendido mais de 550.000 cópias desde seu lançamento, tornando-se o jogo mais vendido no mundo. as séries. De acordo com o The NPD Group, o jogo foi o décimo jogo mais vendido de 2007 nos EUA, com 1,82 milhão de unidades vendidas. Em janeiro de 2008, a Famitsu informou que Mario Party 8 vendeu 1.153.648 cópias, tornando-o um dos 4 jogos de Wii que ultrapassou as vendas de um milhão de unidades e o terceiro jogo de Wii mais vendido, atrás de Wii Sports (2.663.938 unidades) e Wii Play (2.139.084). unidades). De acordo com GameDaily, o jogo foi o décimo videogame mais alugado de 2008. Recebeu o prêmio de vendas "Platinum" da Entertainment and Leisure Software Publishers Association (ELSPA), indicando vendas de pelo menos 300.000 cópias no Reino Unido. O jogo vendeu 8,8 milhões de cópias em todo o mundo, tornando-se o décimo primeiro jogo Wii mais vendido de todos os tempos e o Mario Party de console de mesa mais vendido de todos ate aquele momento.